# Воля-Дужа (Білгорайський повіт)
Воля-Дужа (пол. Wola Duża) — село в Польщі, у гміні Білгорай Білґорайського повіту Люблінського воєводства.
Населення — 426 осіб (2011).
У 1975-1998 роках село належало до Замойського воєводства.

## Демографія
Демографічна структура станом на 31 березня 2011 року:
|          | Загалом | Допрацездатний вік | Працездатний вік | Постпрацездатний вік |
| -------- | ------- | ------------------ | ---------------- | -------------------- |
| Чоловіки | 210     | 48                 | 144              | 18                   |
| Жінки    | 216     | 56                 | 123              | 37                   |
| Разом    | 426     | 104                | 267              | 55                   |